# Donald Katz
Donald LaVerne Katz (Condado de Jackson (Michigan), 1 de agosto de 1907 — 29 de maio de 1989) foi um químico e engenheiro químico estadunidense.
A Medalha Nacional de Ciências de 1983 foi apresentada a Katz pelo presidente Ronald Reagan, "por resolver muitos problemas práticos de engenharia aprofundando-se em um amplo grupo de ciências e tornando seus efeitos sinérgicos evidentes". Katz desenvolveu um sistema de classificação de risco para cargas perigosas a granel. Katz foi chefe do Departamento de Engenharia Química e professor universitário da cátedra A. H. White University Professor da Universidade de Michigan. Foi membro da Academia Nacional de Engenharia dos Estados Unidos. O The New York Times referiu-se a ele como "especialista em petróleo". A Academia Nacional de Engenharia dos Estados Unidos chamou-o de "líder mundial" em engenharia de reservatórios.

## Prêmios e distinções
Katz recebeu as seguintes distinções e honrarias:
- 1950 Hanlon Award, Gas Processors Association
- 1959 President, American Institute of Chemical Engineers
- 1959 Michigan Engineer of the Year, Society of Petroleum Engineers
- 1962 Distingushed Lecturer, Society of Petroleum Engineers
- 1963 Visiting Professor, National School of Chemistry, Rio de Janeiro
- 1964 John Franklin Carll Award, Society of Petroleum Engineers
- 1964 Distinguished Faculty Achievement Award, Universidade de Michigan
- 1964 Founders Award, American Institute of Chemical Engineers
- 1967 Warren K. Lewis Award, American Institute of Chemical Engineers
- 1968 Member, Academia Nacional de Engenharia dos Estados Unidos
- 1968 William H. Walker Award, American Institute of Chemical Engineers
- 1969 Honorary Member, Phi Lambda Upsilon
- 1970 Mineral Industries Award, American Institute of Mining Engineers
- 1972 Distinguished Public Service Award, Guarda Costeira dos Estados Unidos
- 1975 Murphree Award, American Chemical Society
- 1977 Gas Industry Research Award, American Gas Association
- 1979 Lucas Gold Medal, American Institute of Mining Engineers
- 1979 Award of Merit, Michigan Historical Society
- 1982 Medalha Nacional de Ciências
- 1983 Selected as an Eminent Chemical Engineer, 75th Anniversary of American Institute of Chemical Engineers
- 1984 Designated Distinguished Member, Society of Petroleum Engineers
- 1986 Honorary Member, American Institute of Mining Engineers

## Formação
- 1931 B.S.E., engenharia química, Universidade de Michigan
- 1932 M.S., engenharia química, Universidade de Michigan
- 1933 Ph.D., engenharia química, Universidade de Michigan